# Mangelia sagena
Mangelia sagena är en snäckart som beskrevs av Dall 1927. Mangelia sagena ingår i släktet Mangelia och familjen kägelsnäckor. Inga underarter finns listade i Catalogue of Life.